# 仙台市民球場
仙台市民球場（せんだいしみんきゅうじょう）は、宮城県仙台市宮城野区新田東の仙台市新田東総合運動場（元気フィールド仙台）内にある野球場。施設は仙台市が所有し、仙台市スポーツ振興事業団が指定管理者として運営管理を行っている。なお、仙台市民からは単に「市民球場」と言われることがある。

## 歴史
- 2005年（平成17年）、プロ野球に新規参入した東北楽天ゴールデンイーグルスが宮城球場（現：楽天モバイルパーク宮城）を改修して本拠地として使用されることが決定し、同球場でのアマチュア野球の試合が減るのではないかと危惧されたことにより起工（起工時の仮称は「仙台市宮城野区野球場」）。
- 2007年（平成19年）6月、開場
- 同年5月27日、開場記念行事の一環としてイースタン・リーグ公式戦の東北楽天ゴールデンイーグルス対グッドウィル8回戦が開催された（10－1で楽天が勝利）。また、球場周辺では各種イベントも開かれた。
- 同年8月7日から2日間、東北中学校野球大会の1回戦と準々決勝の2試合ずつが行われた（メイン会場は宮城球場）。
- 2008年（平成20年）7月25日～27日、「女子ソフトボール 北京オリンピック壮行試合 in 仙台」開催。出場国は日本、オランダ、カナダ。
- 2009年（平成21年）7月31日～8月2日、女子ソフトボール「ジャパンカップ国際女子大会」開催。出場国および地域は日本、アメリカ合衆国、オーストラリア、台湾。

## 球場データ
- グラウンド面積：13000㎡
- 両翼：100m、中堅：122m
- 内外野：ロングパイル人工芝（住友ゴム製 ハイブリッドターフ XP-65）
- 照明設備：照明塔6基（最大照度1500Lx）
- 収容人員：10,000人（内野：座席6,000人、外野：芝生席4,000人）

### 付属施設
- ロッカールームおよびシャワールームが1，3塁側両方に設置。トイレもダッグアウトのすぐ裏に設置。

### スコアボード
全面磁気反転式である。ポジション表示は日本人になじみ深い数字方式。しかし、ピッチャーは「P」と表示される場合があり、「指名打者」は「D」と表示される。
選手名は縦書きで全角3文字までとされるがテスト表示では半角7文字表示した例がある。また、攻撃しているチームの選手名のシートは背景が白色になる。スコアの表示は10回まで表示でき11回以降は1回から10回のスコアを消去して対応する。スコア表示の右横にはそのチームの得点、ヒット、エラーを表示することができる。
チーム名は公式発表では全角3文字まで表示できる。また、よく地方球場で見られる「今日の試合結果」はなく、打率や打点本塁打数の表示もない。
試合中に本塁打を打った打者をたたえるためにダイアモンドを回っている間に一次的に選手名の部分を全消去して簡単なアニメーションを表示することができる。サブボードがバックネット裏最上段にカウント表示のみ設置されている。

### ブルペン
- スタンド下に1，3塁側ともに2人分設置。
- 球場のマウンドと同じアンツーカー。
- 出入口はダッグアウト裏を通るか、フィールド直結出入口を通るかの2パターン。
- フィールド直結出入口はブルペン側からみて普通のドアの後に繊維ネットがあるという珍しい構造をしている。
- 1，3塁側ともにガラス張りで球場外から投球練習などをしている様子が見える。

## 運動場内その他の施設
- 仙台市宮城野体育館
- 芝生広場
- アーチェリー場
- スケートボードパーク
- ボルダリング室
- ジョギングコース　ほか

## 交通
- JR仙石線 小鶴新田駅から徒歩約7分
- 仙台駅から車で13分
- 駐車場収容台数：358台